# Cimitirul evreiesc Giurgiului din București
Cimitirul evreiesc Giurgiului este cel mai mare din cele trei cimitire evreiești care mai există în prezent în București și al doilea ca mărime din România, după cel din Iași. Cimitirul a fost inaugurat în 1929-1930 (astăzi această parte aflându-se la șos. Giurgiului nr. 128), iar în 1945 a fost adăugată partea din șos. Giurgiului nr. 162. Pe o suprafață de 140.000 mp se găsesc 35.000-40.000 de morminte, dintre care unele aparțin victimelor din Holocaust și ostașilor evrei eroi ai poporului român.

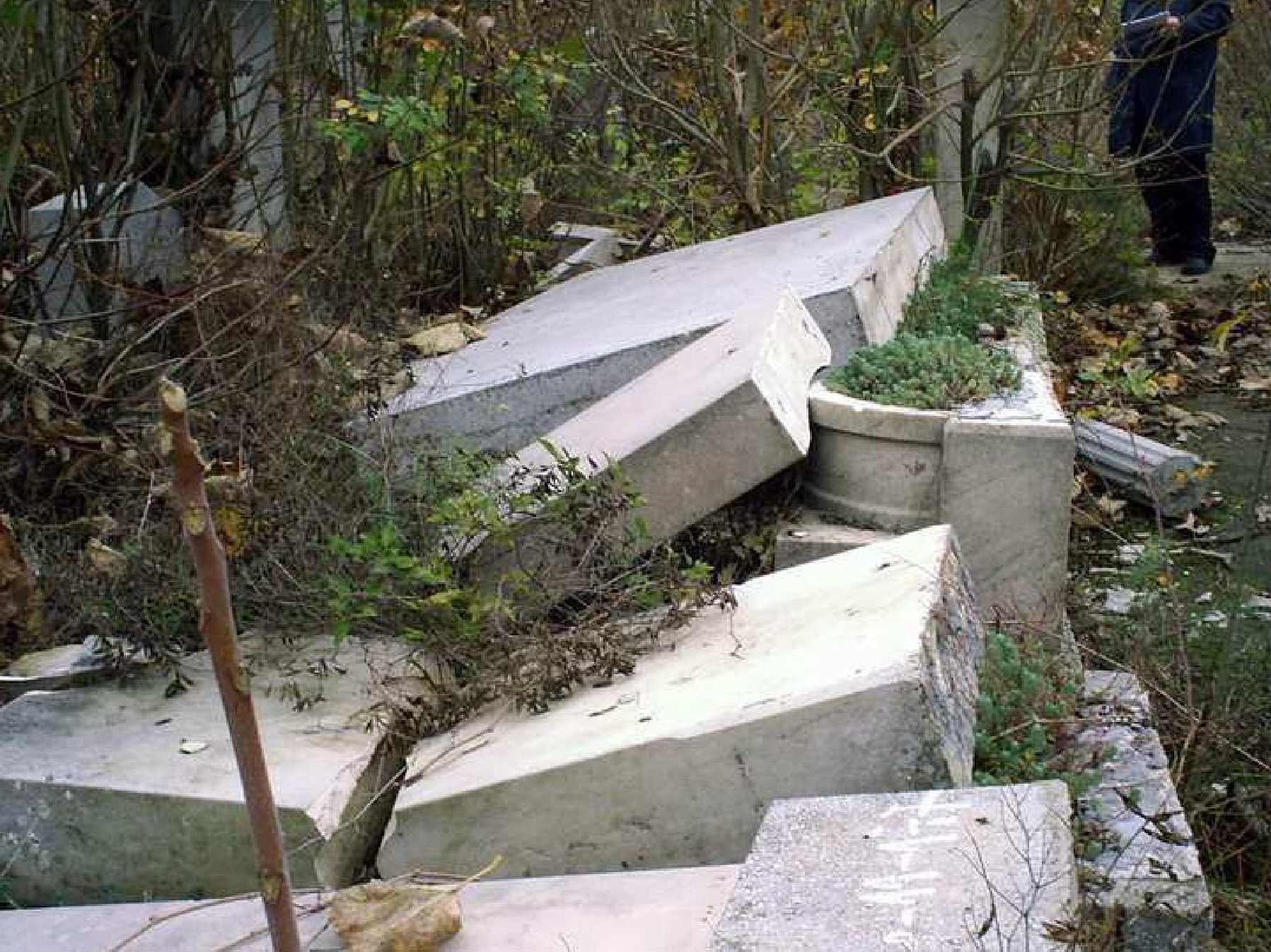
Pietre tombale vandalizate în Cimitirul Giurgiului (22 octombrie 2008)

Cimitirul Giurgiului este traversat de o linie de cale ferată, care îl împarte în două părți distincte. De o parte se află vechiul cimitir, cu monumente funerare artistice. De cealaltă parte, este situat cimitirul cel nou, mai aproape de Șosea. Pe toată lungimea gardului acestuia au fost așezate 2-3 rânduri de morminte pentru a se face imposibilă înstrăinarea vreunei porțiuni din cimitir.
La intrarea în partea veche a cimitirului se află o parte din pietrele tombale transferate din cel mai vechi cimitir evreiesc din București din strada Sevastopol (datând din secolul al XVII-lea), care a fost desființat în timpul Holocaustului sub regimul Antonescu. Tot aici se află și un monument în memoria victimelor de pe vasul Struma, monumentul victimelor de pe vasul Mefküre și un memorial al victimelor Pogromului din ianuarie 1941 de la București.

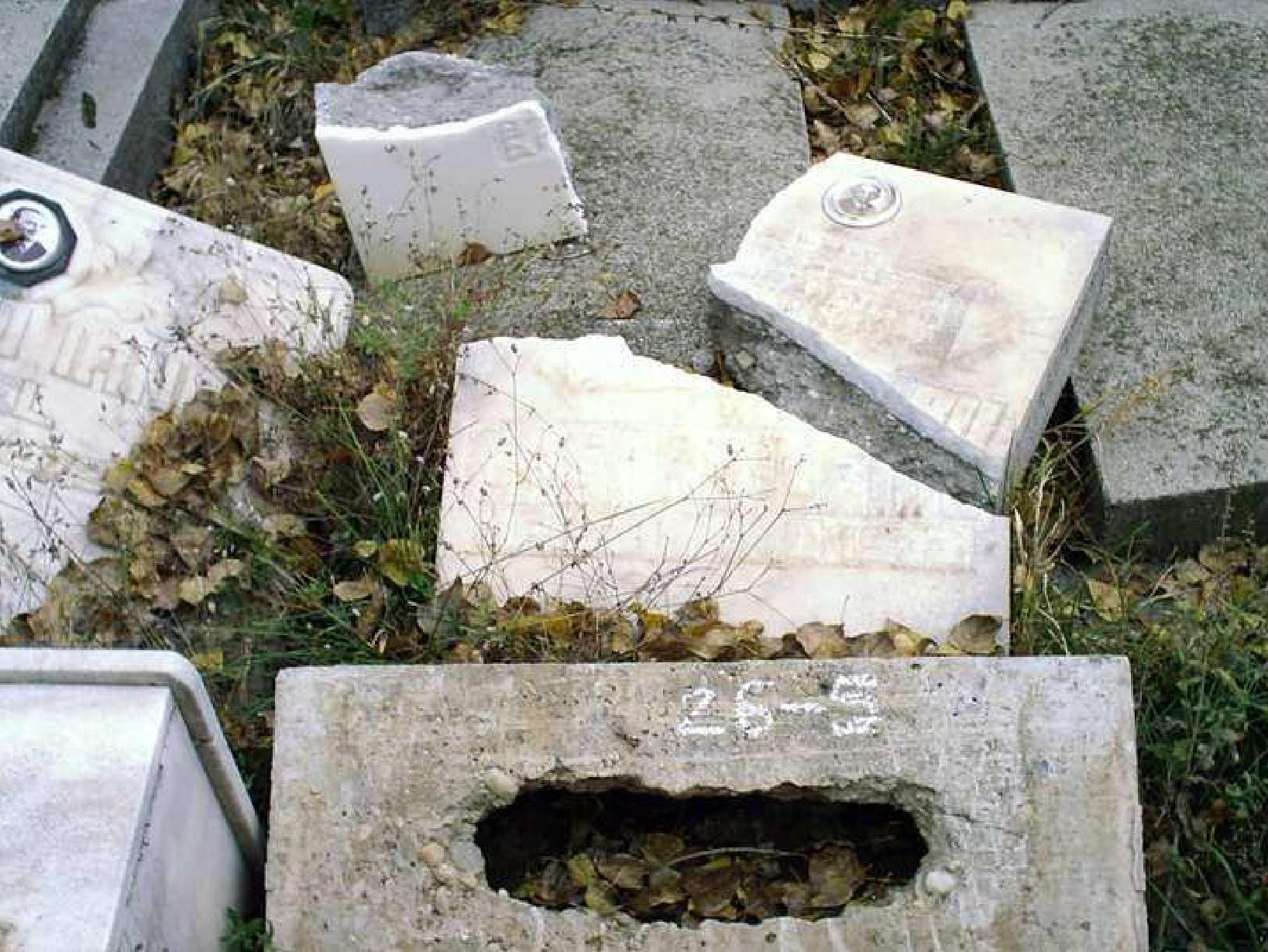
Pietre tombale vandalizate în Cimitirul Giurgiului (22 octombrie 2008)

În anul 2008 cimitirul a fost vandalizat, fiind profanate și distruse 131 de monumente funerare, care au fost restaurate apoi în anul 2010 de Federația Comunităților Evreiești din România cu fonduri contribuite de membrii Comisiei Statelor Unite de conservare a moștenirii Americii în străinătate.
În noaptea dintre 23-24 aprilie 2017, la data când evreii comemorează ziua Holocaustului, zece monumente funerare din cimitir au fost sparte. Poliția a identificat trei adolescenți care au recunoscut faptele, iar agenții de pază a cimitirului au fost amendați.

## Persoane înmormântate
- Sevilla Pastor (1906-1981), actriță română cu o carieră de 50 de ani în teatrul idiș
- Iancu Țucărman (1922-2021), inginer agronom, supraviețuitor al Pogromului de la Iași
- Olga Zaicik (1921-2013), traducătoare română de literatură poloneză[10]

## Veziși
- Cimitirul evreiesc Filantropia din București
- Cimitirul evreiesc Sefard din București
- Fostul cimitir evreiesc Sevastopol din București

## Legăturiexterne
- Memoria cimitirelor evreiești, Federația Comunităților Evreiești din România cu sprijinul Ministerului Culturii și Cultelor, 2007
- HISTORIC JEWISH SITES IN ROMANIA Arhivat în 3 februarie 2017, la Wayback Machine., și Attachment I: Pictures of Select Sites Arhivat în 3 februarie 2017, la Wayback Machine., United States Commission for the Preservation of America’s Heritage Abroad, 2010
- Cimitirele evreiesti (sefard si ashkenaz) Arhivat în 2014, la Wayback Machine., metropotam.ro
- Lista monumentelor profanate la Cimitirul Giurgiului